# Мюленбах (Шварцвальд)
Мюленбах (нем. Mühlenbach, алем. нем. Miiläbach) — коммуна в Германии, в земле Баден-Вюртемберг.
Подчиняется административному округу Фрайбург. Входит в состав района Ортенау. Население составляет 1668 человек (на 31 декабря 2010 года). Занимает площадь 31,22 км².

## Достопримечательности
В Мюленбахе хранится один из алтарей галльской богини Абнобы.